# Fininho
Vinícius Aparecido Pereira de Santana Campos (São Paulo, Brasil, 3 de noviembre de 1983) es un futbolista brasilero. Juega de defensa y su actual equipo es el FC Metalist Járkov de la Liga Premier de Ucrania.

## Clubes
| Club            | País    | Año       |
| --------------- | ------- | --------- |
| Málaga "B"      | España  | 2003–2004 |
| SC Corinthians  | Brasil  | 2004-2005 |
| Juventude       | Brasil  | 2005      |
| FC Figueirense  | Brasil  | 2006      |
| Lokomotiv Moscú | Rusia   | 2006-2009 |
| Sport Recife    | Brasil  | 2009      |
| Metalist Járkov | Ucrania | 2010-     |

## Palmarés

### Campeonatos nacionales
| Título                 | Club            | País   | Año     |
| ---------------------- | --------------- | ------ | ------- |
| Campeonato Catarinense | FC Figueirense  | Brasil | 2006    |
| Copa de Rusia          | Lokomotiv Moscú | Rusia  | 2006/07 |